# Synagoga w Łosicach
Synagoga w Łosicach – synagoga powstała w XVIII wieku na miejscu starej zniszczonej w czasie pożaru miasta. Był to budynek drewniany. W 1939 uległa zniszczeniu podczas bombardowania. Po wojnie synagogi już nie odbudowano.